# Берестянки (Харьковская область)
Берестянки (укр. Берестянки), село, 
Петровский сельский совет,
Балаклейский район,
Харьковская область.
Код КОАТУУ — 6320284802. Население по переписи 2001 г. составляет 15 (7/8 м/ж) человек.

## Географическое положение
Село Берестянки находится возле балки Гунный Яр, в 2 км от села Протопоповки.
Рядом протекают реки Беречка и Северский Донец (укр. Сіверський Дінець).